# Серениан
Серениан (на латински: Serenianus; † 366, Лидия) е офицер на Римската империя през 4 век.
Серениан е роден в Панония и служи в двора на император Констанций II (337 – 361). През 354 г. е изпратен в Пула, където е закаран арестуваният Констанций Гал от генерал Аподемий и заедно с Пентадий го екзекутират.
През 364 г. е comes domesticorum при император Валентиниан I и съимператора Валент. През 366 г. е убит от Марцел, protector  на узурпатора Прокопий.